# Filipana
 Filipana   (olaszul: Filippano) falu Horvátországban, Isztria megyében. Közigazgatásilag Marčanához tartozik.

## Fekvése
Az Isztria délkeleti részén, Pólától 20 km-re, községközpontjától 7 km-re északkeletre, a Pólából Labinba vezető főúttól 1 km-re nyugatra, a Prodol-Divšići út mentén fekszik.

## Története
Területe már a történelem előtti időben és a római korban is lakott volt. A települést már 990-ben említik "Philippanum" alakban és egészen a 16. század elejéig élte túl a századok viharait. Ekkor egy súlyos pestisjárvány elpusztította és csak a század végén és a 17. század elején telepítették be újra Dalmáciából és Boszniából a törökök elől menekülő horvátokkal. Az új telepesek két hullámban 1592-ben és 1624-ben érkeztek. Plébániáját 1618-ban alapították. 1857-ben 741, 1910-ben 230 lakosa volt. Lakói főként mezőgazdaságból (gabona és szőlő termesztés) éltek. Erről tanúskodik a határában látható sok "kažun" (az Isztriára jellemző kerek, kőből épített, szerszámok tárolásra és mezei menedékként szolgáló építmény). Az első világháború után a falu Olaszországhoz került. A második világháború után Jugoszlávia része lett. Jugoszlávia felbomlása után 1991-ben a független Horvátország része lett. 2011-ben a falunak 98 lakosa volt.

## Nevezetességei
Szent Fülöp és Jakab apostolok tiszteletére szentelt plébániatemploma 1609-ben épült. 1926-ban és 1995-ben renoválták. A templom aránylag nagyméretű háromhajós épület, négyszög alakú szentéllyel. Kis nyitott harangtornyában egy harang található. Kőből és márványból épített főoltárán a gyermekét tartó Szűzanya szobra áll két oldalán a templom védőszentjeinek Szent Fülöp és Jakab apostoloknak a szobrával. A templom homlokzatával szemben található a falu temetője.

## Lakosság
| Lakosság változása | Lakosság változása | Lakosság változása | Lakosság változása | Lakosság változása | Lakosság változása | Lakosság változása | Lakosság változása | Lakosság változása | Lakosság változása | Lakosság változása | Lakosság változása | Lakosság változása | Lakosság változása | Lakosság változása | Lakosság változása |
| ------------------ | ------------------ | ------------------ | ------------------ | ------------------ | ------------------ | ------------------ | ------------------ | ------------------ | ------------------ | ------------------ | ------------------ | ------------------ | ------------------ | ------------------ | ------------------ |
| 1857               | 1869               | 1880               | 1890               | 1900               | 1910               | 1921               | 1931               | 1948               | 1953               | 1961               | 1971               | 1981               | 1991               | 2001               | 2011               |
| 741                | 912                | 162                | 217                | 229                | 230                | 932                | 1078               | 217                | 185                | 157                | 131                | 97                 | 69                 | 86                 | 98                 |